# Revel, Haute-Garonne
Revel là một xã trong vùng Occitanie, thuộc tỉnh Haute-Garonne, quận Toulouse, tổng Revel. Tọa độ địa lý của xã là 43° 27' vĩ độ bắc, 2° 00' kinh độ đông. Revel nằm trên độ cao trung bình là 210 mét trên mực nước biển, có điểm thấp nhất là 179 mét và điểm cao nhất là 381 mét. Xã có diện tích 35,31 km², dân số vào thời điểm 2004 là 8648 người; mật độ dân số là 245 người/km². Revel nằm 52 km về phía đông của Toulouse.

## Thông tin nhân khẩu
| 1962  | 1968  | 1975  | 1982  | 1990  | 1999  | 2004  |
| ----- | ----- | ----- | ----- | ----- | ----- | ----- |
| 6 411 | 6 843 | 7 164 | 7 448 | 7 520 | 7 985 | 8 648 |

## Medias

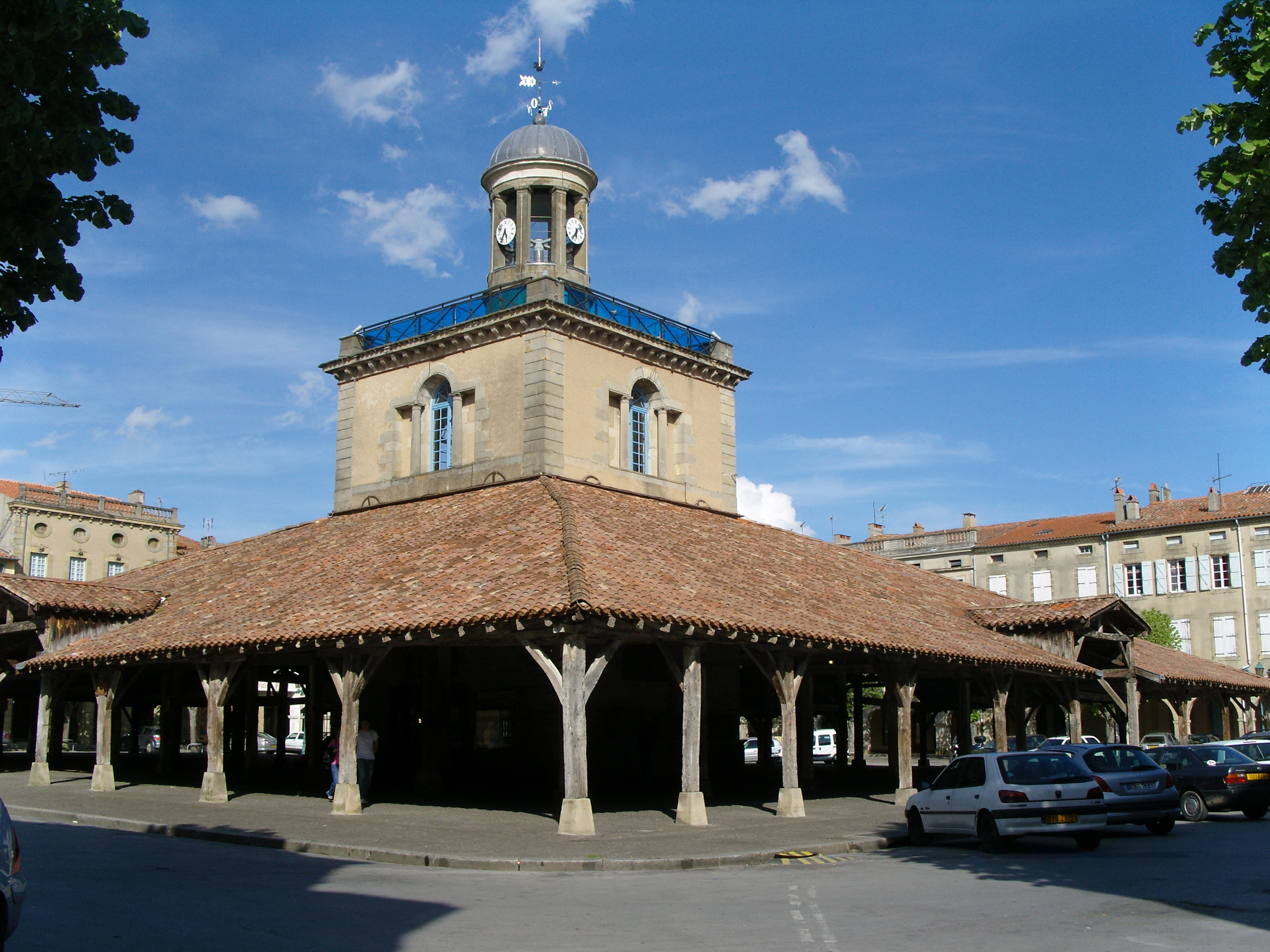
Thị trường bảo hiểm (Tháp Chuông)
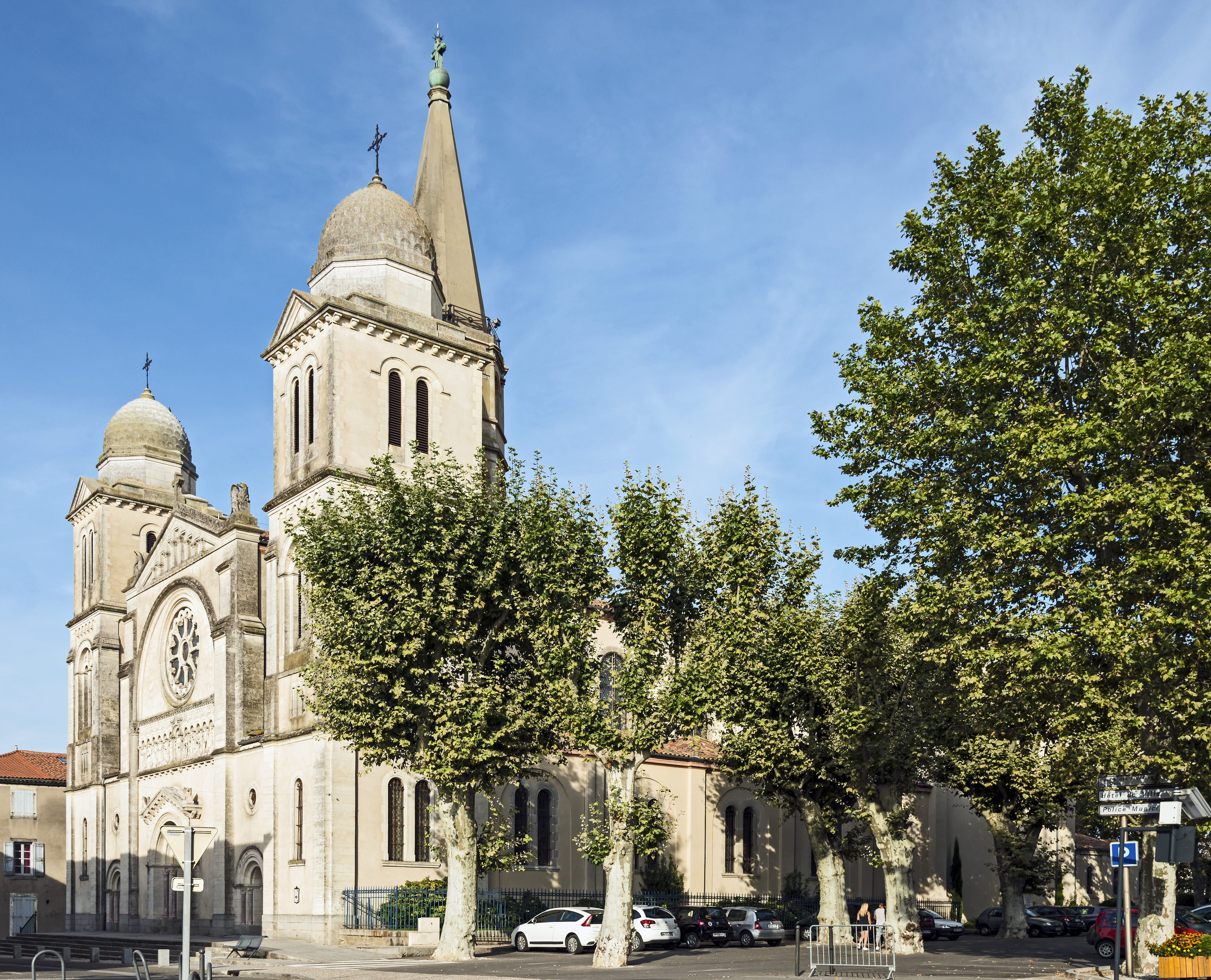
các nhà thờ "Notre-Dame de Revel
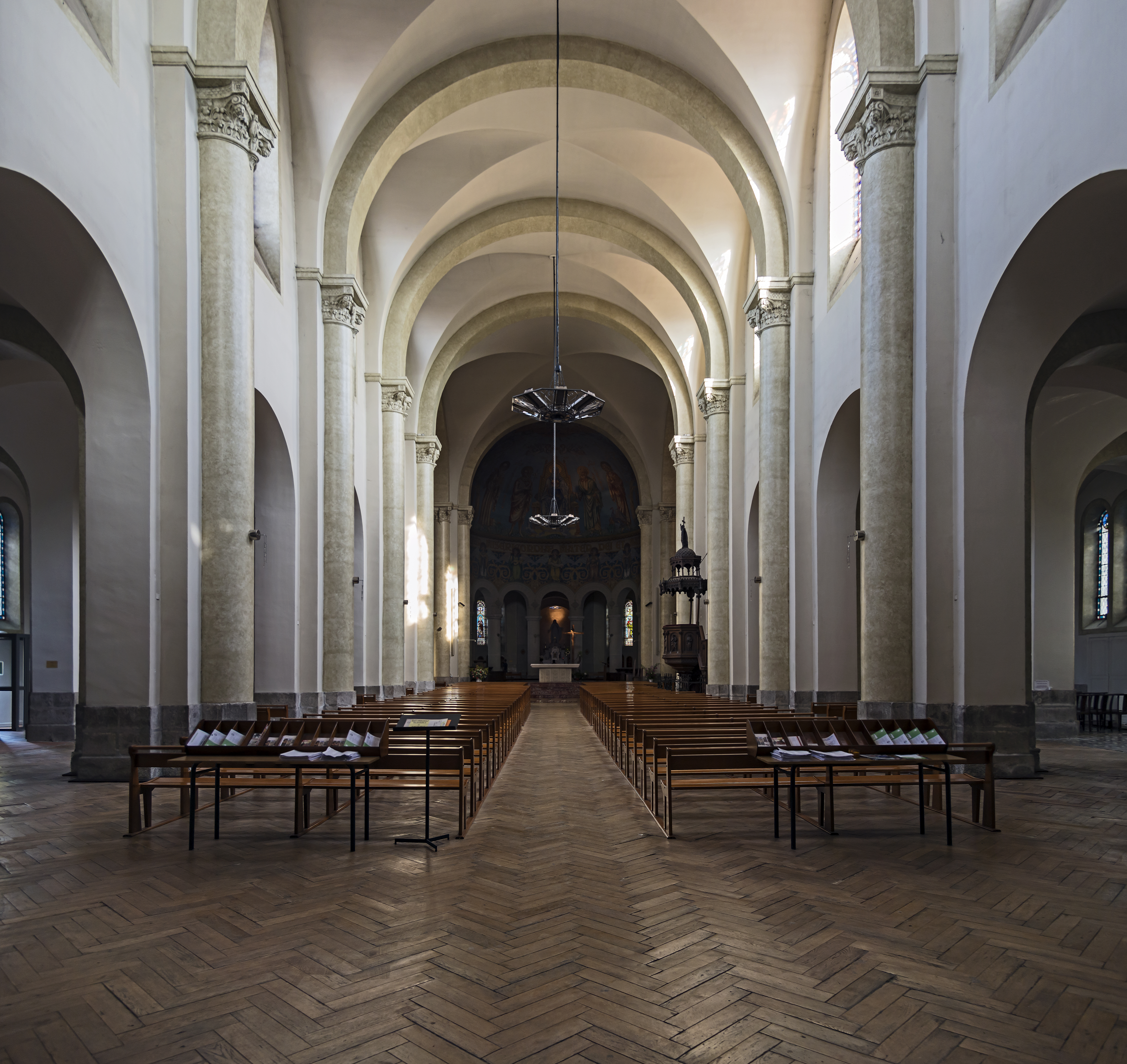
các nội thất
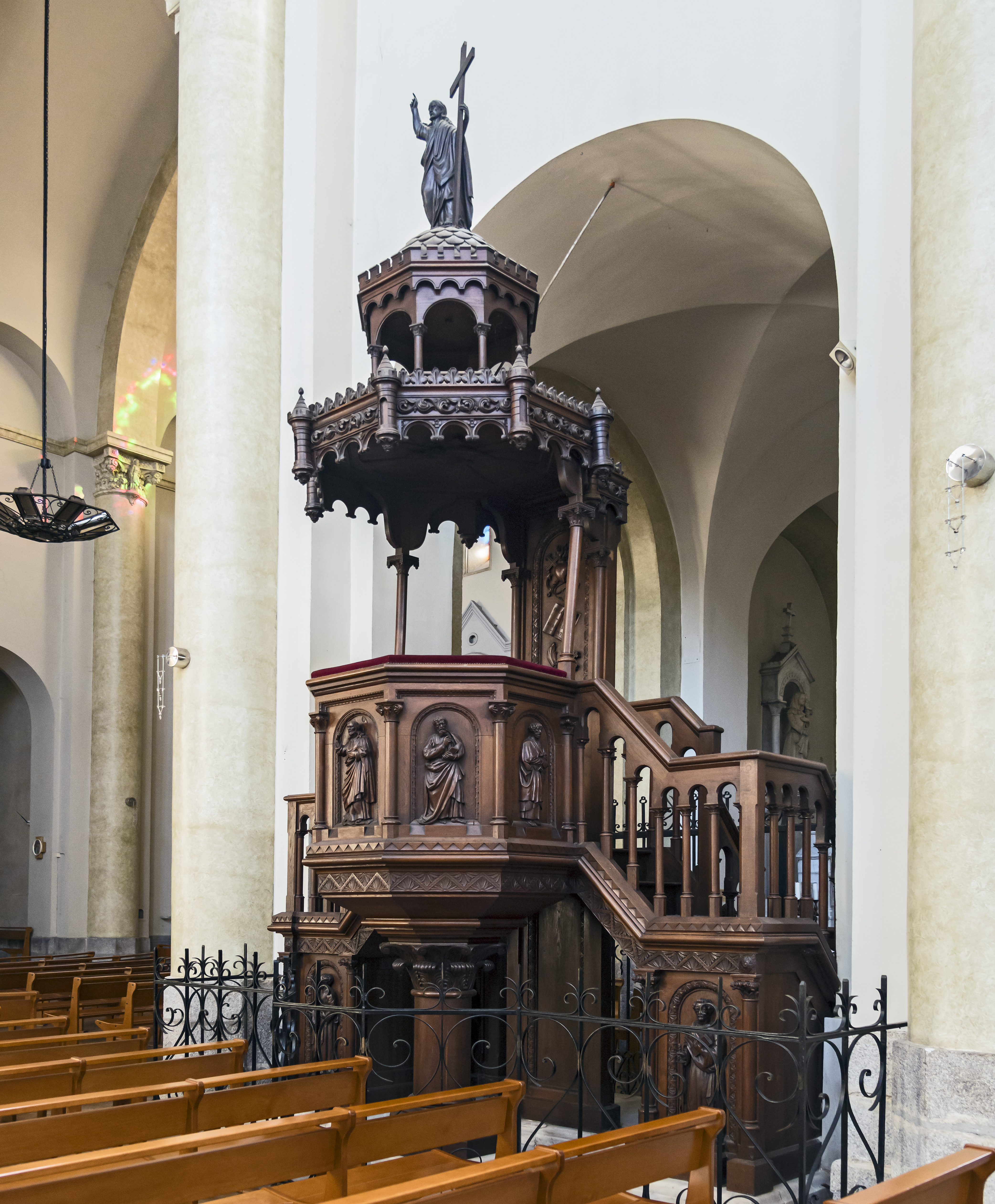
bục giảng
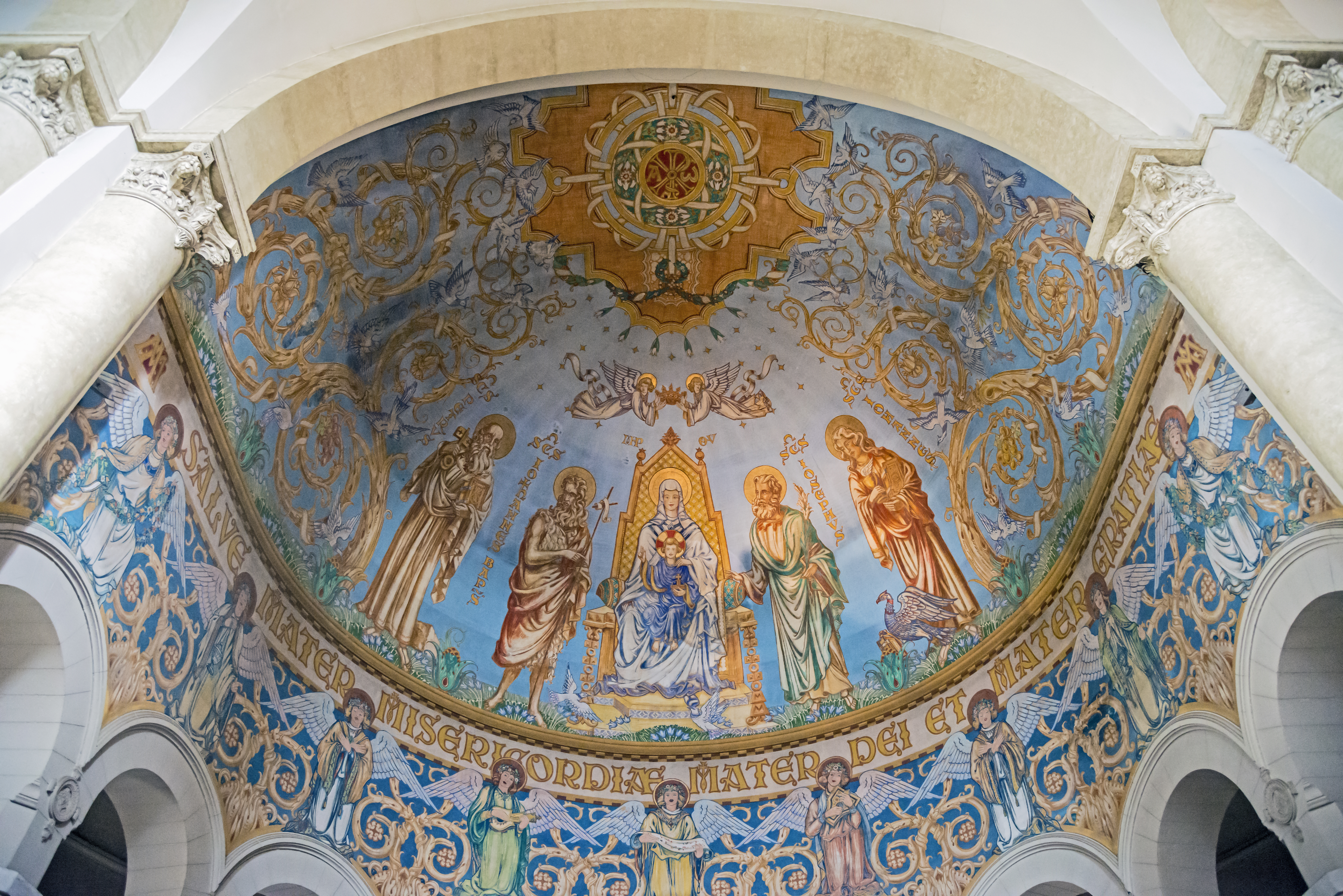
Hầm của dàn hợp xướng
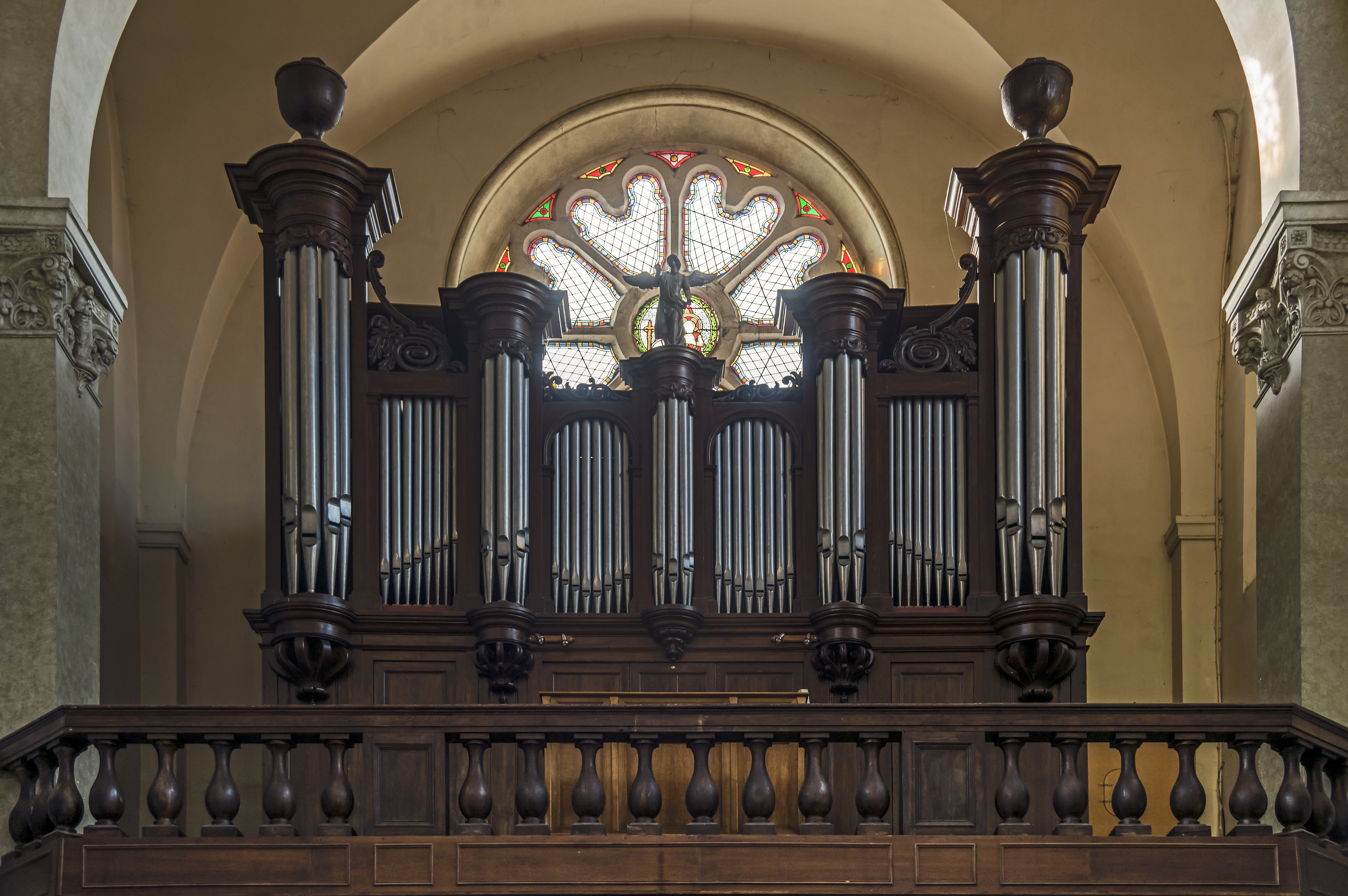
các cơ quan